# Tricypha anomala
Tricypha anomala är en fjärilsart som beskrevs av Butler 1878. Tricypha anomala ingår i släktet Tricypha och familjen björnspinnare. Inga underarter finns listade i Catalogue of Life.